# 南天竹

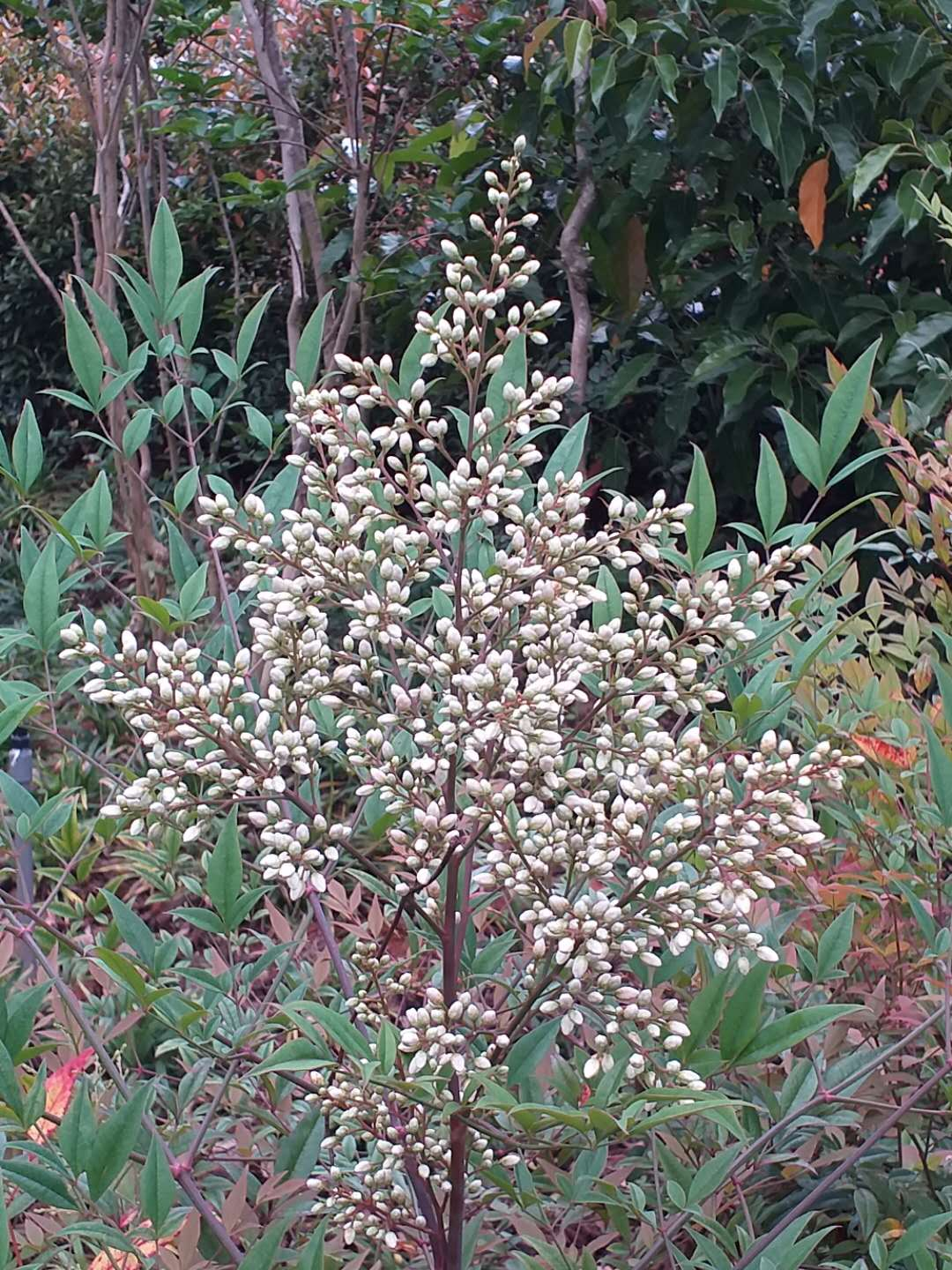
花序

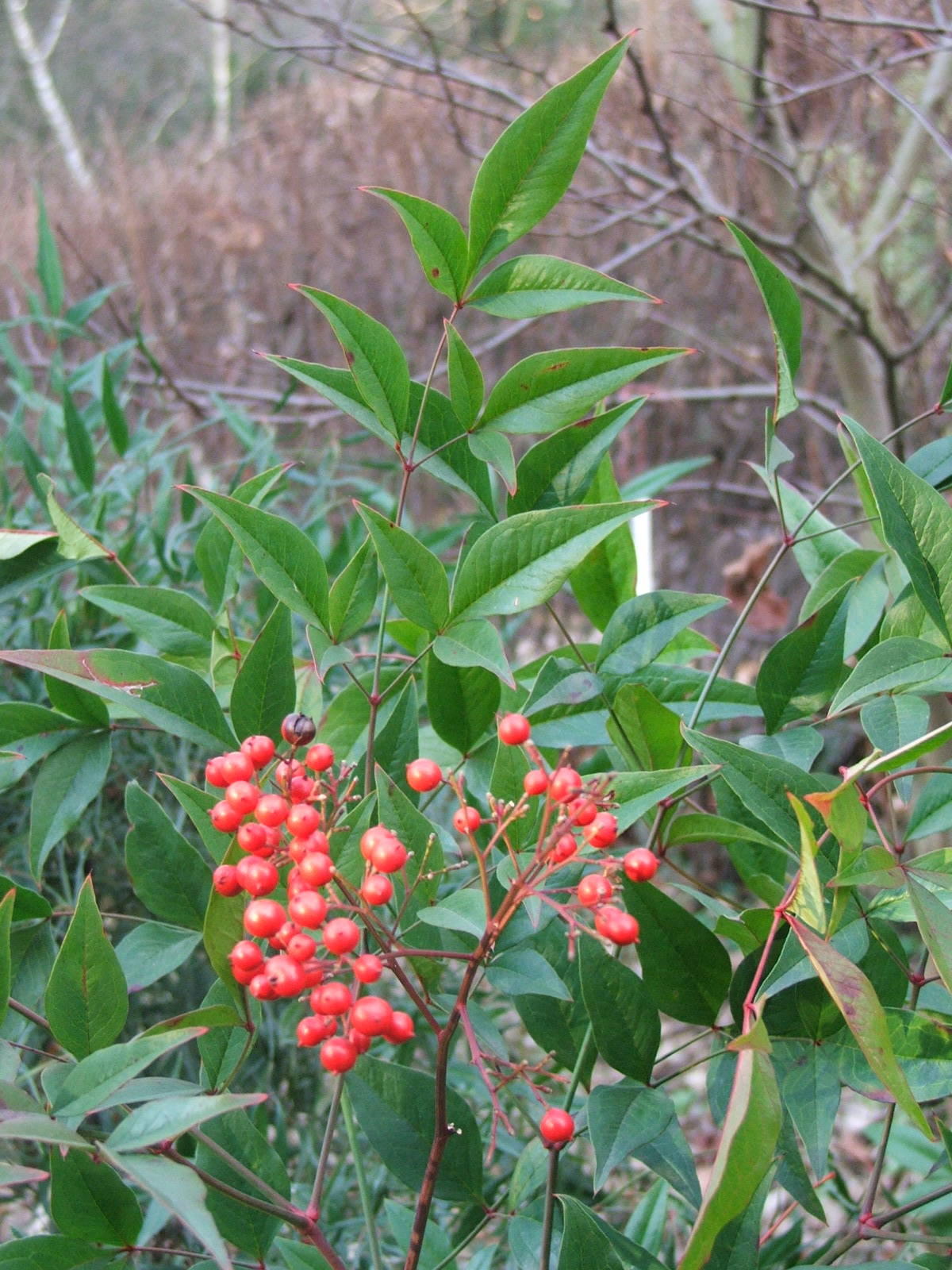
南天竹漿果

南天竹（學名：Nandina domestica），又名南天竺、红天竺，属小檗科南天竹属，原產於中國、日本。因樹形優美是普受喜愛的觀賞樹種。
南天竹果實為著名中藥「天笠子」，可鎮咳、治哮喘及百日咳。

## 形态
常綠灌木，茎少分枝；2～3回羽状复叶，椭圆状披针形的叶子互生，冬季常变红色；春夏季开白花，圆锥花序；果实为球形，熟时为红色，宿存。

## 毒性
其全株有毒。若误食会产生全身兴奋、脉搏不稳、血压下降、肌肉痉挛、呼吸麻痹、意识模糊等症状。

## 文化
在佛教，南天竹有消災解厄的意涵，在日本更是受歡迎的年花之一。日本战国时期的武士出征前会把南天竹的叶子和盔甲保存在一起，并将南天竹枝折下插在地面，祈求出征顺利。

## 外部連結
- （繁體中文）（英文）南天竹 Nantianzhu （页面存档备份，存于） 藥用植物圖像資料庫 (香港浸會大學中醫藥學院)

1. ↑  Wang, Xinyang; Jin, Cheng; Huang, Li; Zhou, Lihua; Zheng, Mingming; Qian, Shenhua; Yang, Yongchuan. . Biodiversity Science. 2020-06-20, 28 (6): 668. doi:10.17520/biods.2019392.